# Talijanski neorealizam
Talijanski neorealizam (tal. neorealismo) je nacionalna filmska škola. Karakteriziraju ga priče radničke klase i sirotinje, snimane na originalnim lokacijama i često s neprofesionalnim glumcima. Filmovi se uglavnom bave moralnim i ekonomskim posljedicama Drugog svjetskog rata na psihu i svakodnevni život pojedinca.

## Povijest
Talijanski neorealizam javlja se po završetku Drugog svjetskog rata, odnosno poslije pada vlade Benita Mussolinija, što je uzrokovalo decentralizaciju talijanske filmske industrije. Neorealizam je bio znak kulturne promjene i socijalnog napretka u Italiji. Filmovi talijanskog neorealizma prikazuju suvremene ideje i priče koje su snimane na ulici jer su filmski studiji velikim dijelom bili oštećeni u ratu.
Neorealističan stil razvio je krug kritičara (Michelangelo Antonioni, Luchino Visconti, Gianni Puccini, Cesare Zavattini, Giuseppe DeSantis i Pietro Ingrao) okupljenih oko časopisa Cinema. Budući da pisanje o politici nije bilo u potpunosti moguće (glavni urednik časopisa bio je Vittorio Mussolini, sin Benita Mussolinija) kritičari su napadali tzv. filmove bijelog telefona koji su dominirali tadašnjom talijanskom industrijom i bili su slabe kvalitete. Kritika je osjetila da bi se talijanska kinematografija trebala vratiti korijenima realističnog pitanja s prelaza 19. stoljeća u 20.
Antonioni i Visconti su bili bliski suradnici Jeana Renoira. Tragove neorealizma može se vidjeti u filmovima Alessandra Blasettija i Francesca De Robertisa. Dva najznačajnija prethodnika neorealizma bili su Toni (Renoir, 1935.) i 1860 (Blasetti, 1934.). U proljeće 1945. Mussolini je smaknut, a Italija oslobođena njemačke okupacije. Taj period, poznat kao Talijansko proljeće, bio je prekretnica u talijanskoj kinematografija k realističnijem pristupu u stvaranju filmova. Tako se talijanska kinematografija preorijentirala s velikih studija na snimanje u provinciji i na ulici kako bi se osigurala realističnost.
Za prvi film neorealizma uglavnom se uzima Ossessione Luchina Viscontija iz 1943., iako je značajan tek kasnije zapažen Aniki-Bobo Manloela de Oliveira iz 1942. Neorealizam je stekao svjetsku slavu 1946. s filmom Rim, otvoreni grad Roberta Rosselinija jer je osvojio Grand Prix na Filmskom festivalu u Cannesu.
Talijanski neorealizam doživljava svoj kraj sredinom pedesetih. Standard života u Italiji znatno se podigao i to je tražilo novu poetiku s više optimizma, koju su nudili američki filmovi tog razdoblja. Vizija siromaštva i očaja koju je prikazivao film neorealizma nije više nudila ništa naciji koja je bila gladna pozitivne promijene. Država također nije podupirala poetiku neorealizma, a Giulio Andreotti je rekao: Neorealizam je prljavo rublje koje ne bi trebalo biti prano i vješano vani.
Prijelaz iz neoralizma ogleda se u ranim radovima Federica Fellinija (Il bidone i La Strada). Velike društvene teme zamijenit će istraživanje pojedinaca, njegovih potreba, alijenacije o društva i tragični pokušaj uspostavljanja komunikacije je postala glavna značajka talijanskog filma 1960-ih.

## Karakteristike
U filmovima uglavnom glume amateri, iako su u mnogim slučajevima angažirani i poznati profesionalci u glavnim ulogama, no statisti i sporedne uloge su većinom pripadale naturšćicima. 
Filmovi su snimani na stvarnim lokacijama uglavnom u siromašnim četvrtima i na provinciji.
Tema je često vezana za sirotinju i radnu klasu. Filmovi prikazuju svakodnevne radnje. Djeca su često u vodećim ulogama, iako je njihova karakteristika često promatračka. 
Rim, otvoreni grad zadao je osnove mnogim principima neorealizma. Prikazuje život talijanskog naroda pod njemačkom okupacijom. Djeca imaju ključnu ulogu i nose glavnu poruku filma. 
Kradljivci bicikla, film Vittoria De Sice iz 1948. također  je reprezentativni primjer razdoblja u kojem glume amateri. To je priča o poslijeratnom životu u Italiji. 
Od 1944-1948 autori se odmiču od čiste poetike neorealizma. Neki režiseri istražuju mogućnosti drugih žanrova kao npr. fantastični Miracolo a Milano (Vittorio De Sica) ili spektakl Senso (Luchino Visconti).
Na samom vrhuncu neorealizma 1948. Visconti je adaptirao roman I Malavoglia koji je nastao na vrhuncu talijanskog verizma potkraj 19. stoljeća. Radnja romana smještena je u suvremenu Italiju i priča je funkcionirala bez većih izmjena. Tako je nastao film La terra trema u kojem glume amateri i sniman je u stvarnom selu u kojem se odigrava radnja romana. 
Neki suvremeni kritičari talijanskog neorealizma smatraju da je to manje poetika a više odnos filma spram postojeće socijalne situacije u državi. Vincent Rocchi je koristeći psihoanalizu za film neorealizama ustvrdio kako strukturu tjeskobe pretvara u strukturu samog filma. 

## Utjecaj
Period od 1943. do 1950. u povijesti talijanskog filma pripada neorealizmu koji je više bio trend ili pokret nego škola ili konkretan krug autora, teoretičara i kritičara. Utjecaj neoralizma je velik ne samo na talijanski filmo općenito nego i direktno na francuski novi val, poljsku filmsku školu i krajnji utjecaj mu doseže globalnu razinu. 

## Bitna djela
- Ossessione (Luchino Visconti, 1943)
- Rim otvoreni grad (Roberto Rossellini, 1945)
- Čistači cipela (Vittorio De Sica, 1946)
- Paisa (Roberto Rossellini, 1946)
- Njemačka nulte godine (Roberto Rossellini, 1948)
- Kradljivci bicikla (Vittorio De Sica,m 1948.)
- Zemlja drhti (Luchino Visconti, 1948)
- Gorka riža (Giuseppe De Santis, 1949)
- Stromboli (Roberto Rossellini, 1950)
- Bellissima (Luchino Visconti, 1951)
- Umberto D. (Vittorio De Sica, 1952)
- Ljubav (Roberto Rossellini, 1952)
- Vitelloni (Federico Fellini, 1953)

## Glavni predstavnici
- Vittorio De Sica
- Federico Fellini
- Roberto Rossellini
- Luchino Visconti
- Cesare Zavattini